# Giuliano da Maiano
Giuliano da Maiano (Maiano hameau de Fiesole 1432 - Naples 1490) est un architecte et un sculpteur versé dans la marqueterie (intarsia) de la Renaissance italienne.
Il est l'ainé de Benedetto da Maiano et de Giovanni da Maiano.

## Biographie
Son père est tailleur de pierre à Maiano et le destine au notariat mais ses talents pour le dessin l'orientent vers la peinture et la marqueterie, et dirigeant un atelier de travail du bois, il travaille avec son frère Benedetto pour des frises et des bas-reliefs à la nouvelle sacristie du dôme de Florence, de 1463 à 1465, et des travaux au Palazzo Vecchio notamment le plafond à caissons et l'huisserie en marbre blanc de la Sala dei Dugento (1472-1477) et dans la Sala del Giglio, il travaille également au Palazzo Pazzi et au Palazzo Antinori.
En 1461, il finit la lanterne de la coupole de la cathédrale de Florence, d’après le dessin de Filippo Brunelleschi.
Il concourt avec Donatello et Verrocchio pour la construction d’une chapelle dans la cathédrale d’Orvieto
En 1480, il finit le tabernacle de la Madonna dell'Olivo de la cathédrale de Prato, avec ses deux frères puis des sculptures et autres travaux d'architecture à San Gimignano, Arezzo, Rome, Loreto, Sienne, Faenza et Recanati.
Il passe une partie de son temps aussi à Naples auprès des Aragon, et réalise la Porte Capuana et la Porte Nolana, la Cappella Tolosa dans l'Église Sant'Anna des Lombards Monteoliveto, le Palazzo Como et la villa de Poggio Reale (1486-1487).
Il y meurt, honoré par Alphonse II de Naples lors de ses obsèques.

## Œuvres
- La sacristie du Dôme de Florence.
- Des sculptures au Palazzo Vecchio, au Palazzo dei Pazzi et au Palazzo Antinori
- Le tabernacle du Duomo de Prato en 1480
- La basilique de Loreto avec le toscan Baccio Pontelli et le vénitien Marino di Marco Cedrino
- Réalisation des marqueteries, dessinées par Francesco di Giorgio Martini, pour le Studiolo de Frédéric III de Montefeltro d'Urbino entre 1473 et 1476 et celui de Gubbio entre 1479 et 1482.
- Palazzo Antinori, Florence.